# Division I 1967-1968 (pallacanestro maschile)
La Division I 1967-1968 è stata la 36ª edizione del massimo campionato belga di pallacanestro maschile. La vittoria finale è stata ad appannaggio dello Standard Liegi.

## Risultati

### Stagione regolare
|     | Squadra                   | G  | V  | N | P  | PF | PS | Pt. | Qualificazione |
| --- | ------------------------- | -- | -- | - | -- | -- | -- | --- | -------------- |
| 1.  | Standard Liegi            | 22 | 20 | 0 | 2  |    |    | 40  |                |
| 2.  | Racing Mechelen           | 22 | 16 | 3 | 3  |    |    | 35  |                |
| 3.  | Royal IV Anderlecht       | 22 | 16 | 1 | 5  |    |    | 33  |                |
| 4.  | Antwerpse                 | 22 | 15 | 2 | 5  |    |    | 32  |                |
| 5.  | Pitzemburg                | 22 | 11 | 0 | 11 |    |    | 22  |                |
| 6.  | Bavi Vilvoorde            | 22 | 10 | 0 | 12 |    |    | 20  |                |
| 7.  | Oxaco Boechout            | 22 | 10 | 0 | 12 |    |    | 20  |                |
| 8.  | Hyfima Kiel               | 22 | 9  | 1 | 12 |    |    | 19  |                |
| 9.  | VG Ostenda                | 22 | 8  | 0 | 14 |    |    | 16  |                |
| 10. | Fellows Anversa           | 22 | 4  | 5 | 13 |    |    | 13  |                |
| 11. | Racing White              | 22 | 2  | 1 | 19 |    |    | 5   | retrocesse     |
| 12. | Canter Crossing Molenbeek | 22 | 2  | 1 | 19 |    |    | 5   | retrocesse     |

| Division I 1967-1968     |
| ------------------------ |
| Standard Liegi 1º titolo |

## Formazione vincitrice
| N° | Naz.                  | Ruolo | Sportivo      |  | Alt. |  |
| -- | --------------------- | ----- | ------------- |  | ---- |  |
|    | Jugoslavia (bandiera) | AG    | Radivoj Korać |  | 196  |  |
|    | Belgio (bandiera)     |       | René Aerts    |  |      |  |